# Tuolumne County
Tuolumne County er et amt beliggende i Sierra Nevada, i den centrale del af den amerikanske delstat Californien. Hovedbyen i amtet er Sonora. I år 2010 havde amtet 55.365 indbyggere. Den nordlige del af Yosemite National Park er beliggende i den østlige del af Tuolumne. 

## Historie
Amtet er ét af de oprindelige i Californien, grundlagt 18. februar 1850. Dele af Tuolumne blev i 1854 givet til Stanislaus County i sydvest, og Alpine County fik i 1864 et areal i nord.

## Geografi
Ifølge United States Census Bureau er Tuolumnes totale areal på 5.890,5 km², hvoraf de 100,8 km² er vand. 

### Grænsende amter
- Alpine County - nord
- Calaveras County - nordvest
- Stanislaus County - sydvest
- Mariposa County - syd
- Madera County - sydøst
- Mono County - øst
- Merced County - sydvest

### Byer i Tuolumne
| - Sonora Census-designated places (CDPs) - Cedar Ridge - Chinese Camp - Cold Springs - Columbia - East Sonora - Groveland - Jamestown - Long Barn - Mi-Wuk Village | - Mono Vista - Phoenix Lake - Pine Mountain Lake - Sierra Village - Soulsbyville - Strawberry - Tuolumne City - Tuttletown - Twain Harte |